# Baptornis
Baptornis ("au bussejadora") és un gènere d'aus subaquàtiques que visqueren en el Cretaci tardà, fa uns 83-80 milions d'anys. Aquestes aus estaven especialitzades en la tècnica del bussejo. El seu hàbitat eren els mars poc profunds que cobrien la zona central d'Amèrica del Nord durant el període en què visqueren. Solament es coneix a les aus d'aquest gènere a partir d'alguns ossos aïllats, tots ells recuperats dels dipòsits calcaris del cretático tardà de Kansas (Estats Units). Mai s'ha trobat un esquelet complet, per la qual cosa per a la reconstrucció del seu esquelet s'ha utilitzat l'esquelet d'un cosí proper, Hesperornis, per reconstruir parts que faltaven. Pesava uns 7 kg i mesurava 1 m.